# Agrotis strigosa
Agrotis strigosa là một loài bướm đêm trong họ Noctuidae.